# Clan Celentano
Clan Celentano est un label discographique fondé à Milan le 19 décembre 1961 par Adriano Celentano.

## Histoire
L'acte de naissance de la société «Clan Celentano » est le 19 décembre 1961. Le siège social est établi à Milan, Via Zuretti, et le capital social initial est de 900 000 lires ; en mars 1965, le siège social est transféré au 5 Corso Europa. Un contrat de distribution est signé avec Ri-Fi, qui dure jusqu'en 1968 (série ACC) ; plus tard, le label a été distribué par Messaggerie Musicali (1969-1973 série BF), CGD (1975-1995 série CLN), BMG (1995-1996), RTI Music (1996-1999), Sony Music (1999-2009) et depuis 2010 par Universal Music  .Il 1er mai 1962 est publiée la chanson Stai lontana da me, version italienne de Tower of Strength (musique de Burt Bacharach, texte de Mogol), qui scelle la naissance du  Clan Celentano et qui remporte le Cantagiro.
Le premier directeur du Clan est le frère de Celentano Alessandro (1961 - 1972), puis Corrado Pintus (1972 - 1976), puis de nouveau Alessandro (1976 - 1981) et depuis 1981 Claudia Mori. Le label produit des artistes confirmés et de nouvelles découvertes  comme Ricky Gianco, Guidone, Milena Cantù, I Ribelli, I Fuggiaschi, I Ragazzi della Via Gluck, Pilade, Claudia Mori, Don Backy, Gino Santercole, Maria Luigia, le Macchie d'Inchiostro, PFM et Banco.